# マヌエーラ・ツィンスベルガー
マヌエーラ・ツィンスベルガー（Manuela Zinsberger、1995年10月19日 - ）は、オーストリア出身の同国女子A代表女子サッカー選手。イングランド・FA WSL1部・アーセナルFC所属。ポジションはゴールキーパー。

## 経歴

### クラブ
6歳でサッカーを地元クラブで始め、弱冠15歳でオーストリア・女子ブンデスリーガに属するSVノイレングバッハに移籍した。
当初はセカンドチームでプレーしていたが、2012年夏以降はトップチームの主力選手として活躍し、2012年、2013年でのオーストリア・女子ブンデスリーガ2連覇を果たし、2013-14年シーズンにはUEFA女子チャンピオンズリーグで準々決勝まで進出した。
2014年の夏、ドイツ女子ブンデスリーガに属するFCバイエルン・ミュンヘンに移籍した。2015年、2016年でのドイツ・女子ブンデスリーガ2連覇等を果たした。
2019年夏にイングランド・FA WSL1部に属するアーセナルFCに移籍。初年度から正GKとして定着している。

### 代表
U17代表及びU19代表でプレーし、2013年以降はオーストリア女子A代表に招集されている。代表デビューは同年に行われたスロベニア女子A代表戦（試合は3-1で勝利）。
2015年から2016年にかけて行われたUEFA欧州女子選手権2017に向けての欧州予選を突破し、本大会出場を決めた。
2017年7月16日から8月6日にかけてオランダで開催されたUEFA欧州女子選手権2017では全試合にフル出場し3位という好結果を残した。

## タイトル

### クラブ
SVノイレングバッハ
- オーストリア・女子ブンデスリーガ優勝（4回）： 2010-11, 2011-12, 2012-13, 2013-14
- オーストリア・レディースカップ優勝（2回）： 2010-11, 2011-12

FCバイエルン・ミュンヘン
- ドイツ・女子ブンデスリーガ優勝（2回）： 2014-15, 2015-16
- 女子DFBポカール準優勝（1回）： 2017-18

### 代表
オーストリア女子A代表
- キプロス・カップ優勝（1回）： 2016
- UEFA欧州女子選手権 3位（1回）： 2017